# Mark McCormack
Mark McCormack (Chicago, 16 de Novembro de 1930 —  Nova York,16 de maio de 2003) foi um advogado americano, agente de atletas profissionais e escritor. Ele foi o fundador e presidente do International Management Group ou IMG, uma organização internacional que administra negócios financeiros e contratos de figuras esportivas e celebridades.

## Início de vida e educação
McCormack era filho único de um publicitário de Chicago chamado Ned McCormac. Ele concluiu seus estudos de primeiro grau em um colégio chamado William & Mary, em 1951. No colégio começou a jogar golfe e a fazer parte do time.  Seus estudos de nível superior foram concluídos na Escola de Advocacia da Universidade de Yale, onde se formou como advogado. Ele foi um atleta realizado na juventude e um excelente jogador de golfe, tendo até mesmo competido por uma vaga no torneio de golfe U.S Open de 1958. McCormack serviu ao exército após se formar.

## Carreira de negócios
Após a dispensa do exército, McCormack trabalhou como advogado em um escritório de advocacia em Cleveland, chamado Arter and Hadden. Em 1950, McCormack organizou um dia de exposições de golfe para profissionais do esporte de todo o país dos Estados Unidos. Em 1960, após perceber o potencial dos esportes na Era da Televisão, McCormack assinou contrato com o golfista Arnold Palmer, para que ele fosse o primeiro cliente da IMG. Palmer então se tornou a grande estrela do golfe daquela época, e isso atraiu outros clientes importantes para a IMG, como  Jack Nicklaus e Gary Player. McCormack também teve como clientes Björn Borg, Chris Evert, Pete Sampras, Michael Schumacher, Derek Jeter, Charles Gnarles Barkley e a modelo Kate Moss.
Ele também tratou de projetos especiais de Margaret Thatcher, Mikhail Gorbachev, do Papa João Paulo II e  também de Tiger Woods. McCormack escreveu vários livros, incluindo The Terrible Truth About Lawyers e What They Don't Teach You at Harvard Business School ( A terrível verdade sobre advogados e O que eles não ensinam a você em Harvard), o qual passou 21 semanas consecutivas em primeiro lugar na lista de Best Sellers do jornal The New York Times. Sua publicação anual no The World of Professional Golf publicada pela primeira vez em 1967, incluía um (não oficial) ranking mundial.
Em seu livro O Que eles não ensinam a você em Harvard, McCormack narra a história de um relato fictício sobre um estudo de Harvard no qual 3 por cento de graduados que tenham objetivos claros e escritos ganham dez vezes que os 97% que não têm metas claras e escritas. Numerosos oradores motivacionais, incluindo Brian Tracy, Mark McCormack, Anthony Robbins, têm utilizado diversas versões desta história nas suas apresentações. 

## Criação de rankings para golfe e tênis
O sistema utilizado para calcular classificações no Mundial de Golf McCormack foi adaptado em 1986 para se tornar o sistema do Ranking Mundial Oficial de Golf, com McCormack presidindo o comitê composto por representantes dos maiores tours de golf. Foi pioneiro num sistema de ranking de tênis semelhante. Ele conheceu sua segunda esposa , Betsy Nagelsen-McCormack, uma campeã por duas vezes consecutivas do Campeonato Australiano e finalista do Campeonato de Wimbledon, enquanto ela era uma cliente de negócios. O casal fundou o Centro de Tênis McCormack-Nagelsen  no College of William e Mary, que abriga o Hall da Fama do ITA Colegiado feminino de Tênis.

## A IMG
A IMG foi fundada em 1960 com um aperto de mão entre Mark McCormack e lendas do golfe Arnold Palmer. A empresa cresceu em uma operação global. Em 2004, o renomado empreendedor pioneiro Ted Forstmann adquiriu a empresa e infundido com a energia renovada, criatividade e sentido estratégico.
Hoje em dia a IMG Worldwide é uma empresa global de esportes, moda e negócios de mídia, com quase 3.000 funcionários operando em mais de 30 países ao redor do globo, conectando marcas para oportunidades globais. Áreas de especialização do IMG são diversificados e de grande alcance.

## Morte
McCormack morreu em um hospital de Nova Iorque em 16 de maio de 2003 após sofrer de um problema cardíaco, 4 meses antes que o deixou em coma. Sua segunda esposa, sua filha e as crianças Breck, Todd e Leslie do seu longo relacionamento com Nancy Breckenridge McCormack dividiram mais tarde $750 milhões quando as ações da família na IMG foram vendidas.

## Honras
Em julho de 2006 McCormack foi selecionado para o Hall da Fama do Golfe Mundial na categoria “Conquista de vida” e foi introduzido em Outubro de 2006. Em 23 de janeiro de 2008 ele também foi incluído no Hall da Fama de Tênis Internacional. Foi apresentado como um dos 400 americanos mais ricos pela Revista Forbes em 1995, 1998 e 2001. Em 1990, foi nomeado como o “Homem mais Poderoso dos Esportes” pelo “The Sporting News”.
O filme britânico “Wimbledon (2004) foi dedicado a Mark McCormack pelo diretor Richard Loncraine.
A medalha Mark H. McCormack é concedida ao jogador líder no “Ranking Mundial de Golfe Amador” após o Campeonato Amador dos EUA e do Campeonato Amador Europeu.
O premio Mark H. McCormack é atribuído ao jogador que passou o maior tempo em primeiro lugar no Ranking Mundial Oficial de Golf no período de um ano. Os 13 primeiros prêmios foram para Tiger Woods.

## Livros publicados
•Arnie: The Evolution of a Legend, New York: Simon & Schuster (1967)
•What They Don't Teach You at Harvard Business School: Notes From A Street-Smart Executive, New York: Bantam, (1984)
•The Terrible Truth About Lawyers: How Lawyers Really Work and How to Deal With Them Successfully, Harper Collins, 1987 (também publicado em outra edição como What They Didn't Teach Me at Yale Law School, Fontana Press 1988)
•What They Still Don't Teach You at Harvard Business School, New York: Bantam Books, 1989 (também publicado em outra edição como Success Secrets, HarperCollins, 1989)
•The 110% Solution, Villard Books, (1990)
•Hit the Ground Running: Executive Guide to Insider's Travel, Orion, 1993 (publicado em capa fina como What They Don't Teach You at Harvard Business School About Executive Travel: Hit the Ground Running, Dove Books, 1996)
•McCormack on Negotiating, Random House (June, 1995)
•McCormack on Selling, Random House Business Books (June 15, 1995)
•McCormack on Managing, Random House Business Books (October 1995)
•McCormack on Communicating, Dove Entertainment (February 1996)
•Getting Results for Dummies: Get Organized, Stay Focused, and Get Things Done!, IDG Books, (1999)
•Staying Street Smart in the Internet Age, Penguin Putnam, 2000 (também publicado em outra edição como What You'll Never Learn on the Internet, HarperCollins Business, 2001, assim como Never Wrestle with a Pig and Ninety Other Ideas to Build Your Business and Career, Penguin, 2002)